# Stord
Stord est une commune et une île de Norvège située entre Bergen et Haugesund, dans le comté de Vestland. Son centre administratif est la ville de Leirvik.
Stord se trouve dans le district historique (landskap) de Sunnhordland.

## Jumelage
- Gentofte (Danemark)